# Leo Goldstein
Leo Goldstein (* 1901 in Chișinău, Moldau, Russisches Reich; † 1972 in New York City) war ein US-amerikanischer Fotograf und Bildhauer, der für seine dokumentarischen Fotografien des städtischen Lebens in New York City, insbesondere in East Harlem, bekannt wurde. Er war Mitglied der Photo League. Die Photo League war eine Organisation von Fotografen in New York City, die sich der Dokumentation des Lebens in den Arbeitervierteln widmete. Sie wurde 1936 gegründet und bot ihren Mitgliedern Schulungen, Ausstellungsräume und eine Plattform für den Austausch über soziale und kreative Themen. Die Photo League spielte eine wichtige Rolle bei der Entwicklung der sozialdokumentarischen Fotografie in den USA.

## Leben
Leo Goldstein wurde 1901 in Chișinău geboren, das damals zum Russischen Reich gehörte. 1906 emigrierte seine Familie aufgrund von antisemitischen Pogromen in die USA und ließ sich in der Lower East Side von New York nieder. Als viertes von 13 Kindern musste er schon früh arbeiten, um zum Lebensunterhalt der Familie beizutragen. Schon früh beschäftigte er sich mit der Bildhauerei in Stein, Gips und Holz und entwickelte einen ausgeprägten Sinn für Details. Ende der 1940er Jahre trat Goldstein der Photo League bei, studierte Fotografie und arbeitete unter anderem mit Paul Strand und Berenice Abbott zusammen. Wie viele Fotografen der Photo League interessierte sich Goldstein für sozialdokumentarische Arbeiten. Von 1949 bis 1952 fotografierte Goldstein drei Jahre lang Straßenszenen, spielende Kinder und Porträts von Menschen in den New Yorker Stadtteilen El Barrio und Harlem. Nach dem Vorbild von Lewis Hine, einem Mitglied der Photo League, schuf Goldstein auch eine Serie von Bildern, die Baustellen in New York City zeigen.
Leo Goldstein starb 1972 nach langer Krankheit. Zum Zeitpunkt seines Todes arbeitete Goldstein an einem Buch mit Architekturfotografien, die Steinmetzarbeiten und dekorative Eisenarbeiten an New Yorker Gebäuden zeigen sollten. Da er selbst Bildhauer war, schätzte er die Skulpturen der Steinmetze, die um die Wende zum 20. Jahrhundert entstanden.

## Werk
Leo Goldstein schloss sich der Tradition der Photo League an und konzentrierte sich auf Immigranten- und Arbeitergemeinschaften in New York City. Beeinflusst von Fotografen wie Paul Strand, Lewis Hine und Berenice Abbott begann er 1949, das Leben in East Harlem zu dokumentieren. Mit einer gebrauchten Rolleiflex-Kamera hielt er Szenen des täglichen Lebens fest, darunter spielende Kinder, Familien auf den Stufen ihrer Häuser und Straßenszenen. Seine Fotografien bieten einen intimen Einblick in die Gemeinschaft von East Harlem in der Nachkriegszeit. In den 1960er Jahren erweiterte Goldstein sein Werk und fotografierte in Mexiko und Guatemala sowie in ländlichen Gegenden von Vermont. Darüber hinaus interessierte er sich für die Architektur New Yorks und dokumentierte Steinmetzarbeiten und dekorative Elemente an Gebäuden, insbesondere an der Upper West Side von Manhattan, um deren künstlerischen Wert für die Nachwelt zu erhalten.
Leo Goldstein nahm an der Ausstellung This Is the Photo League (1948–1949) teil. Seine Fotografien wurden in zahlreichen Ausstellungen über die Photo League gezeigt, unter anderem 2011 in der Ausstellung The Radical Camera des Jüdischen Museums: New York's Photo League, 1936–1951 und in der Publikation This Was the Photo League (2000).